# Kaatingai facsipegető
A kaatingai facsipegető (Megaxenops parnaguae) a madarak (Aves) osztályának verébalakúak (Passeriformes) rendjébe és a fazekasmadár-félék (Furnariidae) családjába tartozó Megaxenops nem egyetlen faja.

## Rendszerezése
A nemet és a fajt  is Othmar Reiser osztrák ornitológus írta le 1905-ben.
A nem besorolása vitatott, még két fajt sorolhatnak ide:
- Megaxenops fuscipennis[3] vagy Philydor fuscipenne[4]
- Megaxenops erythrocercus[3] vagy Philydor erythrocercum[5]

## Előfordulása
Brazília északkeleti részén honos. A természetes élőhelye a szubtrópusi vagy trópusi síkvidéki esőerdők és száraz szavannák.

## Megjelenése
Testhossza 15-16 centiméter.

## Életmódja
Hangyákkal, bogarakkal, hernyókkal és a pókokkal táplálkozik.

## Külső hivatkozások
- Képek az interneten a fajról
- Internet Bird Collection - videók a fajról
- Xeno-canto.org - a faj hangja